# Enigmazomus benoiti
Espèce
Synonymes
- Schizomus benoiti Lawrence, 1969

Enigmazomus benoiti est une espèce de schizomides de la famille des Hubbardiidae.

## Distribution
Cette espèce est endémique de Somalie. Elle se rencontre vers Jumba.

## Description
La femelle décrite par Harvey en 2006 mesure 3,60 mm.

## Publication originale
- Lawrence, 1969 : The Uropygi (Arachnida: Schizomidae) of the Ethiopian Region. Journal of Natural History, vol. 3, p. 217-260.